# رازومنویه
رازومنویه (انگلیسی: Razumnoye) یک شهرک در استان بلگورود کشور روسیه است.